# Roșu (okręg Ilfov)
Roșu – wieś w Rumunii, w okręgu Ilfov, w gminie Chiajna. W 2011 roku liczyła 8020 mieszkańców.